# Луценковское сельское поселение
Луценковское се́льское поселе́ние — упразднённое муниципальное образование в Алексеевском районе Белгородской области Российской Федерации.
Административный центр — село Луценково.
Упразднено 19 апреля 2018 с преобразованием Алексеевского муниципального района в Алексеевский городской округ.

## История
Статус и границы сельского поселения установлены Законом Белгородской области от 20 декабря 2004 года № 159 «Об установлении границ муниципальных образований и наделении их статусом городского, сельского поселения, городского округа, муниципального района».

## Население
| 2010 | 2011 | 2012 | 2013 | 2014 | 2015 | 2016 |
| ---- | ---- | ---- | ---- | ---- | ---- | ---- |
| 864  | ↘862 | ↘858 | ↘839 | ↘807 | ↘783 | ↘771 |
| 2017 | 2018 |      |      |      |      |      |
| ↘764 | ↘742 |      |      |      |      |      |

## Состав сельского поселения
| № | Населённый пункт | Тип населённого пункта       | Население |
| - | ---------------- | ---------------------------- | --------- |
| 1 | Бабичев          | хутор                        | ↘94       |
| 2 | Копанец          | хутор                        | ↘190      |
| 3 | Кукаречин        | хутор                        | →0        |
| 4 | Луценково        | село, административный центр | ↘580      |

## Экономика
- ООО «Луценково» — сельскохозяйственное предприятие[14].
- СССПоК «Алексеевское молоко» — молокоприёмный пункт[14].